# 七海爱丁堡
七海爱丁堡（英語：Edinburgh of the Seven Seas）是位于南大西洋的特里斯坦-达库尼亚群島之首府，該群島是英国海外领地圣赫勒拿、阿森松和特里斯坦-达库尼亚的组成部分之一。 七海爱丁堡位于特里斯坦-达库尼亚群岛的主岛——特里斯坦-达库尼亚岛的西北岸。当地居民总是直接称呼它为“聚落”（The Settlement）或“村庄”（The Village）。
七海爱丁堡被认为是现今地球上最偏远的永久性人类定居点，离它最近的其它人类定居点位于2173公里（1350英里）之外的圣赫勒拿岛。

## 历史
在英国佔領特里斯坦-达库尼亚后的1816年，来自苏格兰边区的英国陆军中士威廉·格拉斯在特里斯坦-达库尼亚岛上创建了一个居民点。岛上曾设立了一个军事要塞，以防法国人试图营救被流放于圣赫勒拿岛的拿破仑。这个军事要塞一直存在到二战结束。
特里斯坦-达库尼亚岛上的居民点后来以维多利亚女王的次子爱丁堡公爵阿尔弗雷德王子的封号命名，以纪念他于1867年访问该岛。
七海爱丁堡是特里斯坦-达库尼亚唯一主要居民点，它有一个小港口，还有行政长官官邸和邮局。1961年，岛上的火山瑪麗皇后峰喷发，破坏了七海爱丁堡，迫使全部岛民离开家园，到英国汉普郡的卡尔绍特暂住。这次火山喷发摧毁了居民点的小龙虾加工厂。在1963年大部分岛民回归后，居民点得到重建。七海爱丁堡的港口后来被命名为卡尔绍特港口，以纪念火山喷发期间岛民的临时避难所。

## 地理

### 气候
七海爱丁堡的气候属于温和潮湿的海洋性气候；全年气温平稳。
| 七海爱丁堡           | 七海爱丁堡 | 七海爱丁堡 | 七海爱丁堡 | 七海爱丁堡 | 七海爱丁堡 | 七海爱丁堡 | 七海爱丁堡 | 七海爱丁堡 | 七海爱丁堡 | 七海爱丁堡 | 七海爱丁堡 | 七海爱丁堡 | 七海爱丁堡   |
| 月份                 | 1月        | 2月        | 3月        | 4月        | 5月        | 6月        | 7月        | 8月        | 9月        | 10月       | 11月       | 12月       | 全年         |
| -------------------- | ---------- | ---------- | ---------- | ---------- | ---------- | ---------- | ---------- | ---------- | ---------- | ---------- | ---------- | ---------- | ------------ |
| 平均高温 °C（°F）    | 20 (68)    | 21 (70)    | 20 (68)    | 18 (64)    | 17 (63)    | 15 (59)    | 14 (57)    | 14 (57)    | 14 (57)    | 15 (59)    | 17 (63)    | 19 (66)    | 17 (63)      |
| 平均低温 °C（°F）    | 16 (61)    | 17 (63)    | 16 (61)    | 15 (59)    | 13 (55)    | 11 (52)    | 11 (52)    | 10 (50)    | 10 (50)    | 11 (52)    | 13 (55)    | 15 (59)    | 13 (56)      |
| 平均降水量 mm（）    | 93 (3.7)   | 113 (4.4)  | 121 (4.8)  | 129 (5.1)  | 155 (6.1)  | 160 (6.3)  | 160 (6.3)  | 175 (6.9)  | 169 (6.7)  | 151 (5.9)  | 128 (5.0)  | 127 (5.0)  | 1,681 (66.2) |
| 平均降雨天数         | 18         | 16         | 17         | 20         | 23         | 23         | 25         | 26         | 24         | 22         | 18         | 19         | 251          |
| 月均日照時數         | 139.5      | 142.8      | 145.7      | 129        | 108.5      | 99         | 105.4      | 105.4      | 120        | 133.3      | 138        | 130.2      | 1,496.8      |
| 来源：ClimaTemps.com |            |            |            |            |            |            |            |            |            |            |            |            |              |

## 人口
截止2014年12月12日，七海爱丁堡有267名居民，分属9个家族。

## 交通运输
特里斯坦-达库尼亚岛上有一条公路，连接小镇和岛上的其它地方。还有一些小路连通了全镇的各座建筑。岛上有一些私人汽车，还有一家称作Potato Patches Flier的公共汽车服务公司（使用一辆从南非进口的24座五十铃迷你校园巴士）为镇上的退休老人出行提供便利。
岛上所有的机动车辆都有特里斯坦-达库尼亚牌照，这种牌照由开头字母TDC和2到3个字母组成。
七海爱丁堡有一个带泊位的港口，但是仅能供一些小型船只停泊。

## 图片集

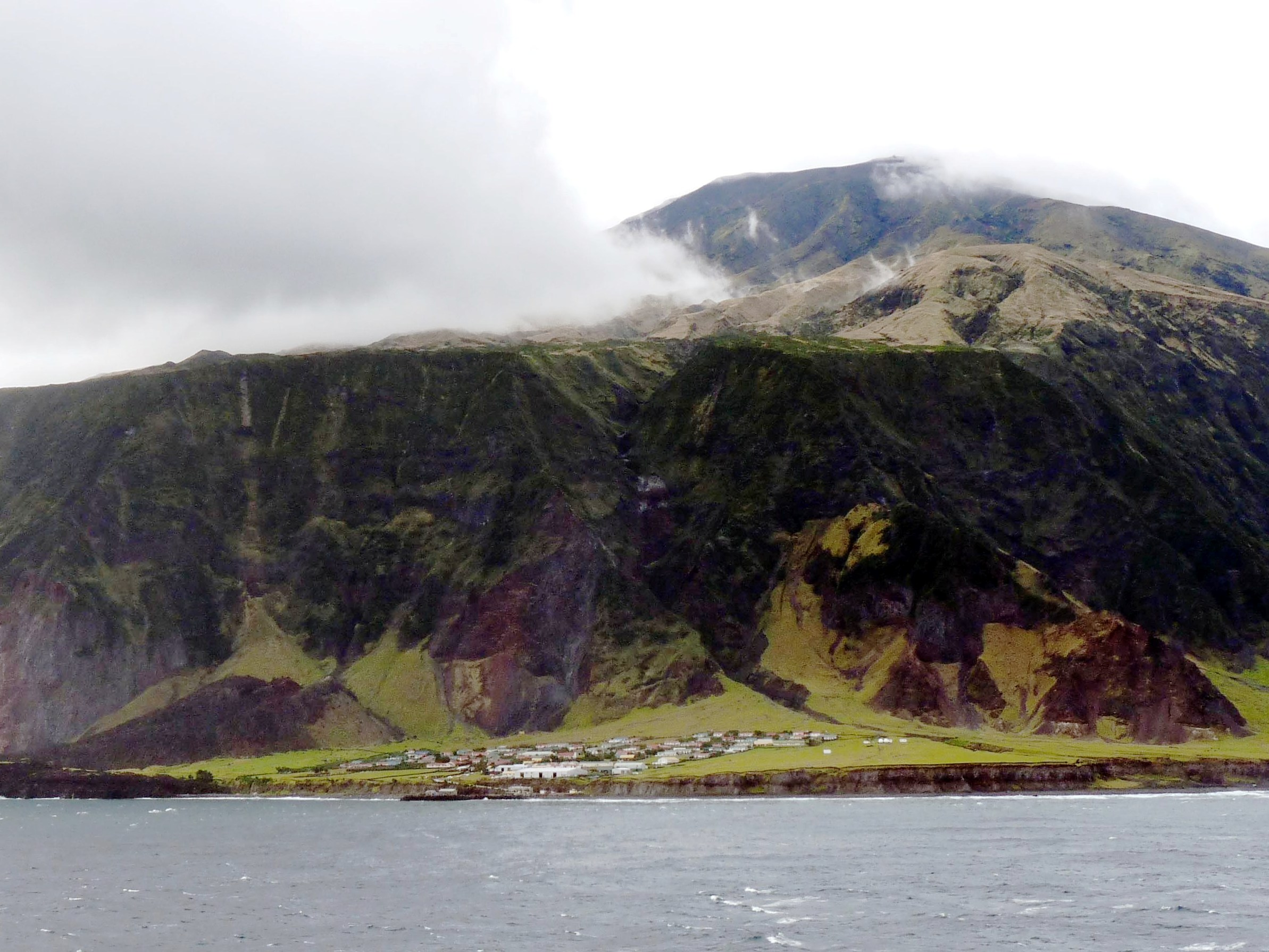
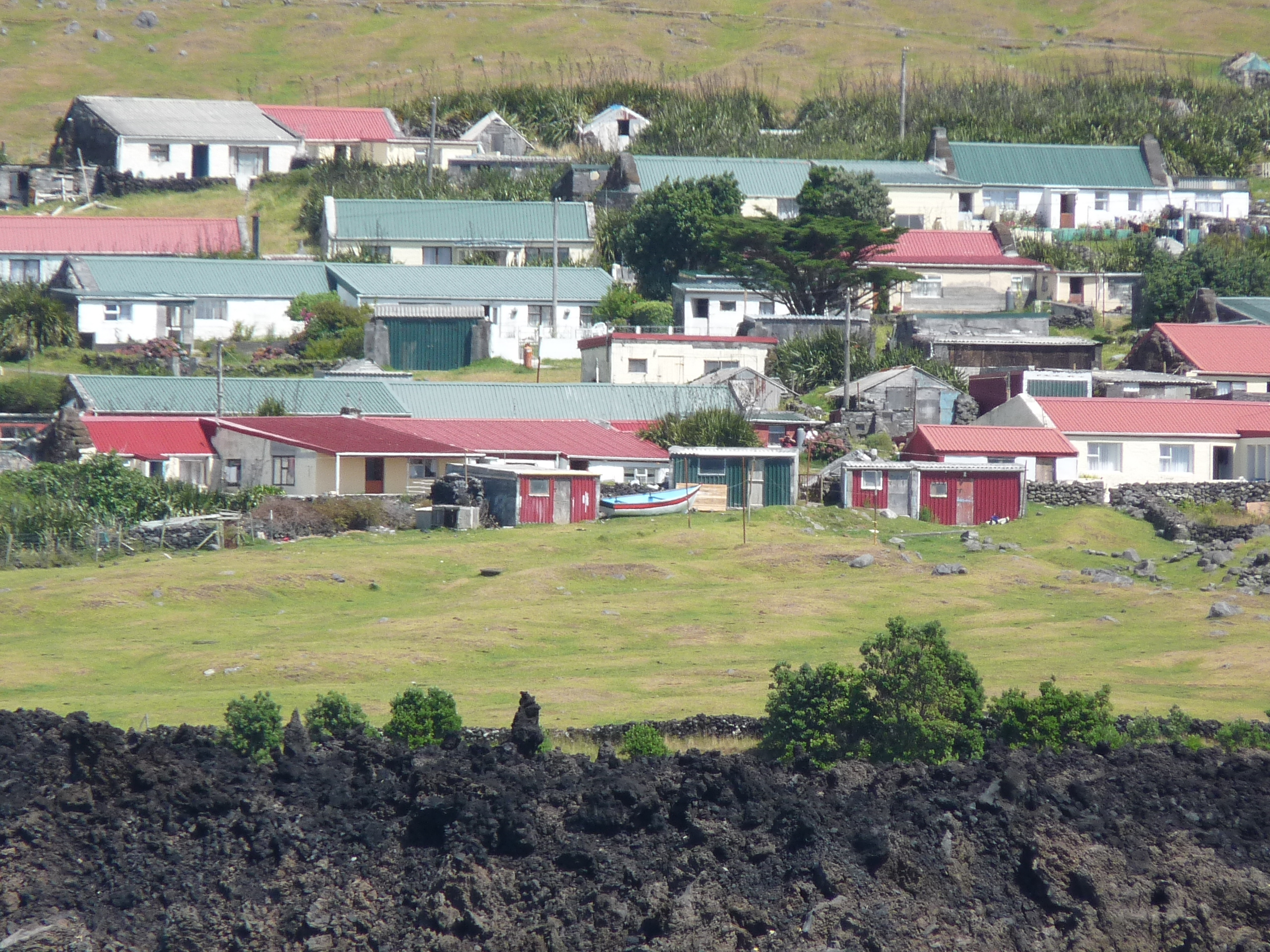
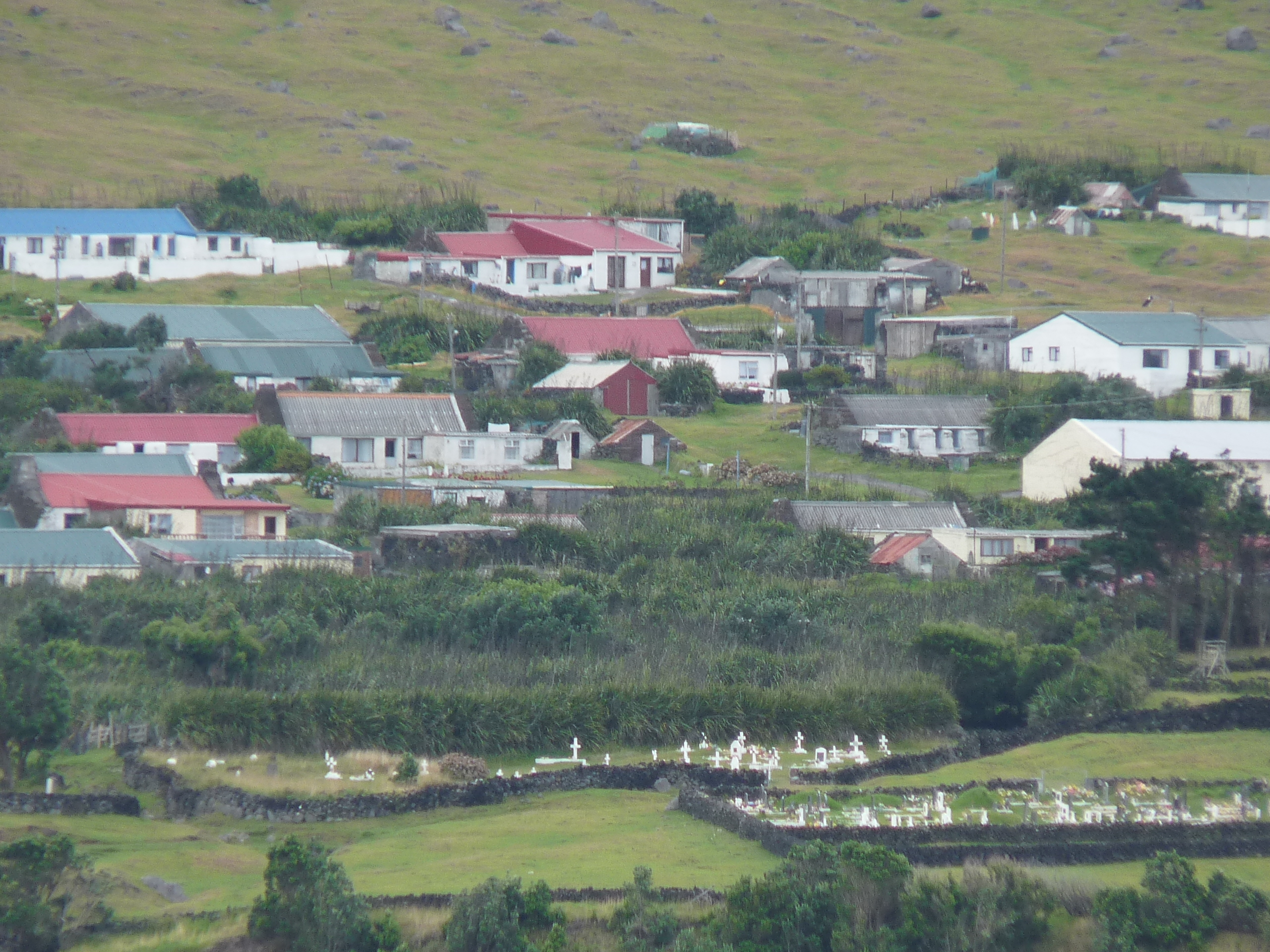

## 地方政府
七海爱丁堡的地方事务由岛屿委员会管理。岛屿委员会由11名委员组成，每年举行6次会议，每3年选举1次。

## 政府服务
七海爱丁堡有一辆救护车（丰田Hilux，由卡莫利医院运作）、一辆消防车（路虎卫士）和一辆警车（路虎系列）。
该镇行政部门还有一辆官方用车。

## 景点
七海爱丁堡的建筑物大多有一个特别的由来。镇上最大的建筑物是工厂，最高的建筑物是圣约瑟夫教堂。
- 圣玛丽圣公教堂 - 建于1923年[12]
- 圣约瑟夫天主教堂 - 建于1995年-1996年，取代建于1983年的教堂[12]
- 圣玛丽学校 - 建于1975年[13]
- 卡莫利医院 - 建于1971年，取代史蒂森医院（大约建于1940年代）[14]
- 卡尔绍特港口 - 建于1967年[15]
- 菲利普王子礼堂和信天翁酒吧
- 特里斯坦茅草屋博物馆
- 土地部仓库
- 特里斯坦岛商店 - 岛上唯一的超级市场
- 特里斯坦邮局、旅游中心和达库尼亚咖啡屋 - 开放于2009年
- 行政大楼 - 岛屿委员会驻地
- 小龙虾罐头工厂 - 建于1963年 [16]
- 61年公园 - 火山公园